# Gary MacDonald
Gary MacDonald (n. 15 decembrie 1953, Mission⁠(d), British Columbia, Canada) este un înotător ce a reprezentat Canada, medaliat olimpic. A participat la o ediție a Jocurilor Olimpice (1976) în care a câștigat două medalii de argint.